# Smulkamish
Smulkamish, jedna od 4 teritorijalne skupine Muckleshoot Indijanaca s gornjeg toka rijeke White River, pritok Puyallupa, u Washingtonu. Sela Smulkamisha nalazila su se na mjestu rezervata Muckleshoot i kod današnjeg Enumclawa. Godine 1870. bilo ih je 183. Potomci im danas žive na rezervatu Muckleshoot.

## Vanjske poveznice
- White River Journal  Arhivirana inačica izvorne stranice od 9. svibnja 2008. (Wayback Machine)